# Tryphon haematopus
Tryphon haematopus là một loài tò vò trong họ Ichneumonidae.